# Кяэпа (Йыгевамаа)
Кя́эпа (эст. Kääpa), до 1939 года Ва́ссевере (нем. Wassewere, эст. Vassevere), в 1978—2006 годах Са́аре (эст. Saare) — деревня в волости Муствеэ уезда Йыгевамаа, Эстония.
До реформы местных самоуправлений Эстонии 2017 года входила в состав волости Сааре и была её административным центром.

## География и описание
Расположена в верхнем течении реки Кяэпа, к востоку от шоссе Тарту—Йыхви, в 18 км к югу от волостного центра — города Муствеэ, и в 25 км к юго-востоку от уездного центра — города Йыгева. Высота над уровнем моря — 56 метров.
Климат умеренный. Официальный язык — эстонский. Почтовые индексы: 49323, 49394 (до востребования).

## Население
По данным переписи населения 2021 года, в Кяэпа насчитывалось 239 жителей, из них 221 (92,5 %) — эстонцы.
По данным переписи населения 2011 года, в деревне проживали 250 человек, из них 236 (94,4 %) — эстонцы.
Численность населения деревни Кяэпа по данным переписей населения:
| Год  | 1959 | 1970 | 1979  | 1989  | 2000  | 2011  | 2021  |
| ---- | ---- | ---- | ----- | ----- | ----- | ----- | ----- |
| Чел. | 73   | ↘ 52 | ↗ 198 | ↗ 321 | ↘ 263 | ↘ 250 | ↘ 239 |

## История
До конца 1930-х годов деревня Кяэпа называлась Вассевере. Впервые упоминается в 1582 году. В письменных источниках 1599 года упоминается Wassawer, 1627 года — Wassifehr.
Современная деревня Кяэпа возникла недалеко от старинной деревни Алнавере (эст. Alnavere, первое упоминание в 1585 году (Alinauer)), возле волостного дома Сааре.
Название Кяэпа было предложено волостной управой Сааре в качестве названия деревни Вассевере в 1939 году, когда проводилось упорядочение названий населённых пунктов Эстонии с целью сократить их повторения. Поскольку в соседней волости Вооре уже существовала бо́льшая по размеру деревня Вассевере, здешняя деревня стала называться в честь реки Кяэпа и хутора Кяэпа. Под этим названием деревня фигурирует в списках 1945 года. Затем, поскольку в деревне располагался центр Саареского сельсовета (эст. Saare külanõukogu), в ходе реформы населённых пунктов 1977 года деревня была официально названа деревней Сааре. Предыдущее название было возвращено деревне 2 марта 2006 года.

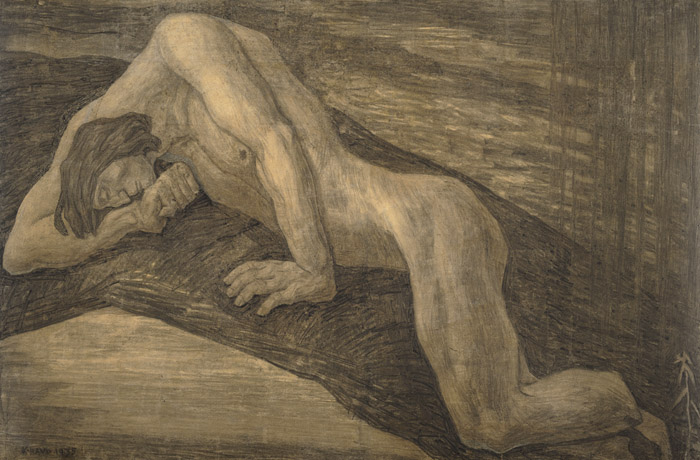
Смерть Калевипоэга

Братская могила павших во II мировой войне (фото до 2023 г.)

По легенде, на территории современной деревни Кяэпа, недалеко от моста над рекой, находится место гибели Калевипоэга: богатырю перерезал ноги брошенный им в реку волшебный меч. С 2002 года это место отмечено лежащим в речной воде символическим мечом Калевипоэга.
В 1975 году на находящейся на территории деревни братской могиле воинов Советской армии, павших во Второй мировой войне ( с 1997 до 2022 года, автор скульптуры — Эндель Танилоо), был установлен скульптурный памятник с округлым камнем перед ним, на котором выбита надпись «1941—1945 Вечная слава героям [9 имён]. Группа бойцов Латышского и Выруского истребительных батальонов». Рабочая группа по советским памятникам при Госканцелярии Эстонии в своём протоколе от 30 ноября 2022 года признала скульптуру нейтральной, т. е. не подлежащей демонтажу, но вынесла решение о замене надписи. В 2023 году камень с надписью был ликвидирован.

## Инфраструктура
В Кяэпа работают народный дом, библиотека, дом по уходу и продуктовый магазин. В 2002 году был открыт Музей Калевипоэга.

## Комментарии
1. ↑  Эстонские топонимы, оканчивающиеся на -а, не склоняются и не имеют женского рода (исключение — Нарва)[10].